# Organisk kemi

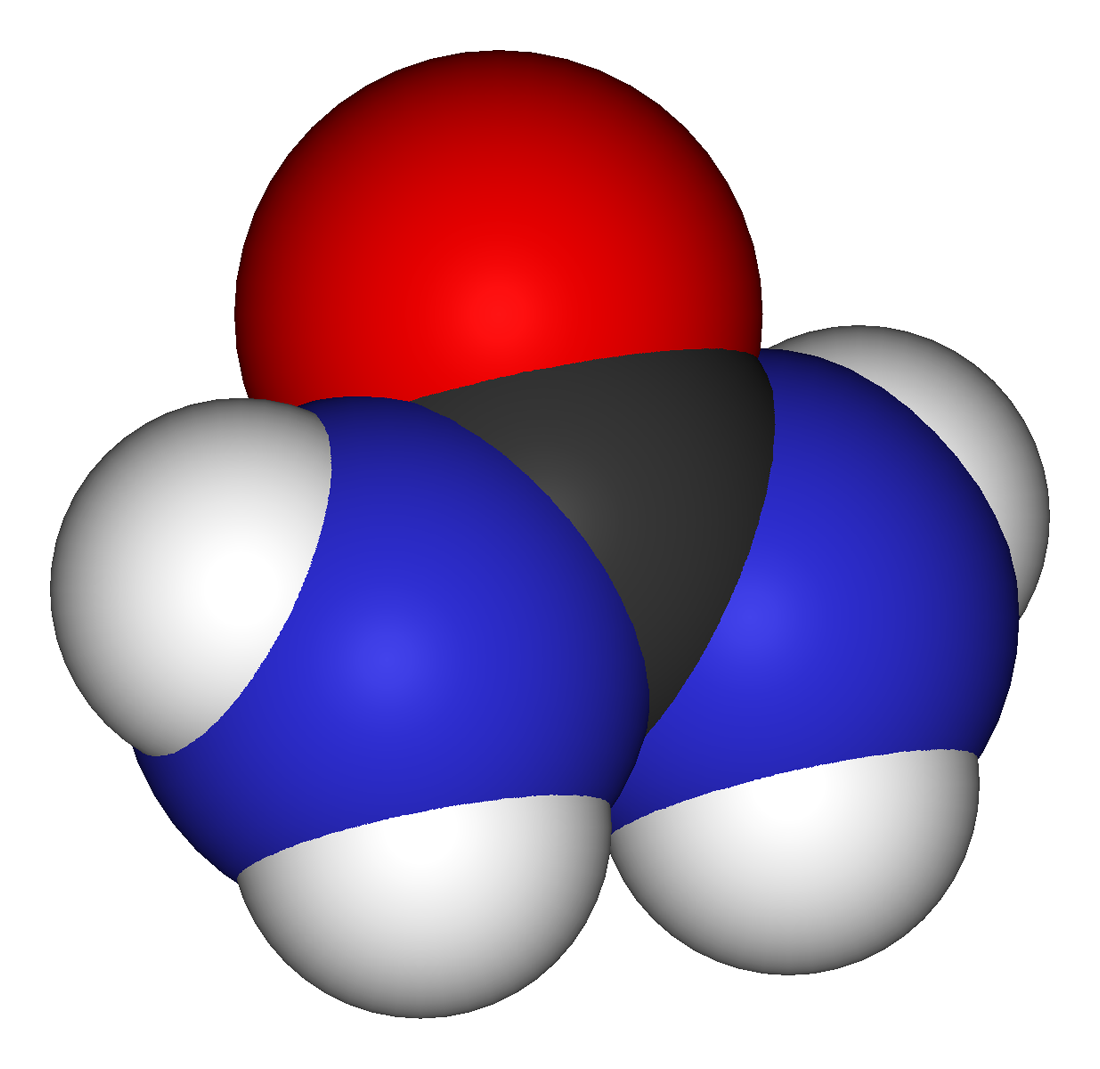
Urea

Organisk kemi är vetenskapen om de allra flesta kolföreningars kemi. Organiska föreningar innehåller alltid kol och ofta väte, och ofta även andra grundämnen. Grundämnen som ofta ingår i organiska föreningar är syre, kväve, halogener, och ibland fosfor eller svavel. Organiska molekyler som består av enbart kol och väte benämns kolväten.
En stor del av den organiska kemin som ämne och forskningsområde handlar om de organiska föreningarnas kemiska reaktioner, och särskilt sådana reaktioner som kan användas för syntes av organiska föreningar.

## Historia
Ursprunget till uppdelningen i en organisk kemi och en oorganisk kemi stod att finna i att flertalet organiska ämnen är jämförelsevis svåra att framställa ur rena grundämnen. Därav blev de tillskrivna en livskraft, en kraft som fanns i allt levande och var nödvändig för att framställa de organiska ämnena. År 1828 framställde Friedrich Wöhler för första gången ett organiskt ämne, urinämne (urea), ur rent oorganiska ursprungsämnen och visade därmed att det inte finns någon principiell skillnad mellan organiska och oorganiska ämnen. Uppdelningen har dock levt kvar med vissa modifikationer som en praktisk, men möjligen något godtycklig uppdelning av ämnet kemi. 
Uppdelningen ligger till grund för biologins uppdelning av organismerna i autotrofa, som kan syntetisera alla sina ämnen ur oorganiskt utgångsmaterial, och heterotrofa, som saknar den förmågan. De organiska ämnenas roll som energibärare är här viktig. 
Åter av praktiska skäl så skiljer man idag åter ut en gren: biokemin, vilken studerar de molekyler som finns i de biologiska organismerna, däribland makromolekyler som DNA-kedjor och proteiner. Själva organkemin har mest kommit att handla om hur man syntetiserar olika organiska föreningar.

## Klassificering av organiska föreningar
- Beskrivning och nomenklatur
- Kolväten
- Funktionella grupper
- Alifatiska föreningar
- Aromatiska föreningar
- Metallorganisk kemi
- Polymerer
- Biomolekyler

## Exempel på molekylgrupper inom organisk kemi
- Alkaner
- Alkener
- Alkyner
- Alkoholer
- Arener
- Estrar
- Karboxylsyror